# Когтянц Костянтин Артемович
Костянтин Артемович Когтянц (нар. 24 лютого 1956, м. Дніпро — 6 вересня 2020, м. Дніпро) — український журналіст і письменник. Володар спецвідзнак літературного конкурсу «Коронація слова 2010», «Коронація слова 2015». 

## Життєпис
Народився в місті Дніпро. Закінчив історичний факультет місцевого університету. Зі здобуттям свободи друку став відомим дніпропетровським журналістом і активістом національно-демократичного руху. Перший його роман – «Обре, сховайся добре!» – здобув спеціальний приз конкурсу «Коронація слова», вийшовши друком 2010 року. Згодом побачили світ також романи «Покохати відьму» й «Монети для патріарха» – останній удостоївся на «Коронації слова» спеціального призу «За кращий історико-патріотичний роман».
Співпрацював з Народним Рухом України,  очолював прес-службу Української народної партії

## Твори
- Костянтин Когтянц. Обре, сховайся добре!. — Київ: Фоліо, 2010. — 284 с. — ISBN 978-966-03-4967-4.
- Костянтин Когтянц. Покохати відьму. — Київ: Фоліо, 2011. — 188 с. — ISBN 978-966-03-5722-8.
- Костянтин Когтянц. Монети для патріарха. — Київ: Фоліо, 2015. — 217 с. — ISBN 978-966-03-6682-4.
- Костянтин Когтянц. Облога Белза. — Київ: Брайт Букс, 2017. — 144 с. — ISBN 978-617-7418-14-5.